# Kosten und Finanzierung von Stuttgart 21
Kosten und Finanzierung von Stuttgart 21 beschreibt die Höhe der finanziellen Aufwendungen und die Übernahme dieser durch die Projektpartner von Stuttgart 21. Sowohl Kosten als auch Finanzierung des Projekts sorgten für kontroverse Diskussionen. Die prognostizierten Kosten wurden seit der Projektvorstellung im Jahr 1994 mehrfach angehoben.
Die im Finanzierungsvertrag vom 2. April 2009 vereinbarte Finanzierung des Bahnhof-21-Projekts beläuft sich auf 4,526 Milliarden Euro und wird von der Deutschen Bahn, der Bundesrepublik Deutschland, dem Land Baden-Württemberg, der Region Stuttgart, der Landeshauptstadt Stuttgart und dem Flughafen Stuttgart getragen.
Im Dezember 2012 rechnete die Deutsche Bahn mit Projektkosten von 4,696 Milliarden Euro. Darüber hinaus wurden „zusätzliche Risiken aus externen Einflussfaktoren“ in Höhe von knapp einer Milliarde Euro genannt. Der Aufsichtsrat der Deutschen Bahn beschloss am 5. März 2013, einem Vorschlag des Vorstands zu folgen, um den Finanzierungsrahmen von 4,526 auf bis zu 6,526 Milliarden Euro anzuheben und gleichzeitig eine Beteiligung der Projektpartner an den Mehrkosten (ggf. gerichtlich) einzufordern. Im Januar 2018 wurde der Finanzierungsrahmen auf 8,2 Milliarden Euro erhöht. Im März 2022 wurde der „Gesamtwertumfang“ auf 9,15 Milliarden Euro erhöht, zuzüglich einer „ergänzenden Vorsorge“ von 640 Millionen Euro. Im Dezember 2023 folgte die Erhöhung des Kostenrahmens auf 11,453 Milliarden Euro.
Neben dem Vorhabenträger haben auch der Bundesrechnungshof und weitere Gutachter im Auftrag von Projektgegnern Kostenschätzungen mit jeweils höheren Gesamtsummen veröffentlicht. Wirtschaftsprüfer in der Schlichtung zu Stuttgart 21 beurteilten die damaligen Kalkulation des Unternehmens als grundsätzlich plausibel.

## Kosten (Überblick)
Entsprechend der langen Entwicklungszeit des Neubauprojekts „Stuttgart 21“ gehen Kostenangaben bis in die 1990er Jahre zurück. In der Machbarkeitsstudie von Anfang 1995 sind die Kosten (mit Preisstand 1993) mit rund 2,45 Milliarden Euro erwartet worden. Eine nachfolgende Aktualisierung auf den Preis- und Planungsstand 1998 ergab Gesamtkosten von 2,6 Milliarden Euro. Im Ergebnis der weiteren Vorplanung legte die Deutsche Bahn AG als Grundlage für eine Wirtschaftlichkeitsuntersuchung 2006 eine Kostenschätzung mit 2,8104 Milliarden Euro (Realwert 2004) vor.
Diese Angaben wurden zur Grundlage des Finanzierungsvertrages von 2009 über 4,625 Milliarden Euro zwischen der Deutschen Bahn AG, dem Land Baden-Württemberg und der Stadt Stuttgart. Die Kosten sind auf die Baupreisentwicklung fortgeschrieben („nominalisiert“) mit 3,076 Milliarden Euro angesetzt worden. Der verbleibende Betrag von rund 1,5 Milliarden Euro galt als „Puffer“ für Unvorhergesehenes.
In der anschließenden Entwurfsplanung sind die technischen Planungen und die zugehörigen Kostenermittlungen von rund 60 beteiligten Fachbüros vertieft bearbeitet worden. Im Juli 2009 sind als Ergebnis dieser Kostenberechnung 5,008 Milliarden Euro benannt worden, die sich aus 4,066 Milliarden Euro für Baukosten, 547 Mio. Euro für Planungskosten und 395 Mio. Euro aus der Preisanpassung („Nominalisierung“) auf den Stand 2009 ergeben hatten.
Diese Kostenberechnung ist bis Ende 2009 durch die Deutsche Bahn AG überarbeitet worden. Erhebliche Einsparungen wurden bei der Auftragsvergabe, der Bauwerksplanung und beim Grundstückserwerb erwartet, die sich auf rund 900 Mio. summierten, wodurch die Baukosten auf 3,218 Milliarden Euro sanken. Zusammen mit 547 Mio. Euro Planungskosten und 323 Mio. Euro aus der Baupreisanpassung („Nominalisierung“) belief sich die Kostenberechnung der Deutschen Bahn AG im Dezember 2009 auf 4,088 Milliarden Euro.
Im Zuge der Schlichtungsgespräche im Herbst 2010 sind diese Kostenangaben durch drei Wirtschaftsprüfungsgesellschaften in begrenzter Tiefe geprüft worden. Demnach seien die Annahmen zu Optimierungspotentialen „eher als optimistisch einzuschätzen“, eine Überschreitung des Finanzierungsrahmens sei jedoch nicht absehbar, wobei die Bewertung zukünftiger Risiken mit hoher Unsicherheit behaftet sei. Eine der beteiligten Wirtschaftsprüfungsgesellschaften kam hierbei zu höheren Gesamtkosten von 4,42 Milliarden Euro, da geringere Einsparungen bei den Grundstücken erwartet und historische Planungsaufwendungen mit angesetzt wurden.
Ende 2012 stellte die Deutsche Bahn AG dem Aufsichtsrat eine „Bestandsaufnahme des Projekts“ auf der Grundlage von externen Gutachten vor. Die Bau- und Planungskosten wurden mit rund 4,7 Milliarden Euro erwartet, die zusammen mit dem „Puffer“ für derzeit nicht absehbare Risiken und Aufwendungen von 930 Millionen € einen „aufgestockten Finanzierungsrahmen“ von knapp 5,7 Mrd. Euro ergeben. Aus „Zusatzleistungen durch externe Einflüsse“ und mögliche „zeitliche Verzögerungen“ sind weitere Kostensteigerungen mit rund einer Milliarde Euro „grob abgeschätzt“ worden.
Die Kostenangaben der Projektierer sind in der Projektlaufzeit kritisch beurteilt und in Zweifel gezogen worden. Der Bundesrechnungshof rechnete 2008 in seinem Bericht an den Haushaltsausschuss des deutschen Bundestages mit Gesamtkosten von 5,3 Milliarden Euro – basierend auf Maßstäben des Bundesverkehrsministeriums. Diese Beurteilung ist im Jahr 2011 bekräftigt worden.
Das Verkehrsberatungsbüro Vieregg-Rössler prognostizierte Mitte 2008 die Gesamtkosten für Stuttgart 21 mit 6,9 bis 8,7 Milliarden Euro in einer im Auftrag von BUND und Bündnis 90/Die Grünen erstellten Studie. Beamte des Landes Baden-Württemberg hätten Kosten im Herbst 2009 nach einem Medienbericht auf mindestens 4,9 Milliarden Euro geschätzt. Wahrscheinlicher sei jedoch ein Betrag von bis zu 6,5 Milliarden Euro. Der damalige Ministerpräsident Oettinger habe die Beamten angewiesen, von einer neuen Kostenberechnung abzusehen, da diese Zahlen „in der Öffentlichkeit schwer kommunizierbar“ seien.

## Finanzierung
| Finanzierungs- anteil | Kostenträger                                                 | Kosten (gerundet, in Mio. €) |
| --------------------- | ------------------------------------------------------------ | ---------------------------- |
| 1.1                   | Deutsche Bahn AG (Eigenmittel)                               | 1.237,0                      |
| 1.2                   | Deutsche Bahn AG (Anteil Risikopuffer)                       | 232,0                        |
| 2.1                   | Bund (nach GVFG)                                             | 168,6                        |
| 2.2                   | Bund Nahverkehrsmittel § 8 (1) BSchwAG (finanziert aus LuFV) | 197,0                        |
| 2.3                   | Bund Fernverkehrsmittel §8 (1) BSchwAG                       | 563,8                        |
| 2.4                   | Bund Bestandsnetzmittel (LuFV)                               | 300,0                        |
| 3.1                   | Land (nach GVFG und Regionalisierungsmittel)                 | 285,7                        |
| 3.2                   | Land (Landeshaushalt)                                        | 84,6                         |
| 3.3                   | Land (Anteil Risikopuffer, aus Landeshaushalt)               | 453,6                        |
| 4.1                   | Stadt Stuttgart                                              | 31,6                         |
| 4.2                   | Stadt Stuttgart (Anteil Risikopuffer)                        | 206,9                        |
| 5.1                   | Flughafen                                                    | 107,8                        |
| 5.2                   | Flughafen (Anteil Risikopuffer)                              | 119,4                        |
| 6                     | Verband Region Stuttgart                                     | 100,0                        |
| Summe                 | Summe                                                        | 4.088,0                      |

Von den im Dezember 2009 geschätzten Projektkosten (einschließlich Puffern) von 4,088 Milliarden Euro trägt die Deutsche Bahn AG 1,469 Milliarden Euro (davon 1.237 Mio. Euro Eigenmittel und 232 Mio. Euro Risikovorsorge), der Bund (einschließlich EU-Mitteln) 1,229 Mrd. Euro, das Land Baden-Württemberg 823,8 Mio. Euro, die Landeshauptstadt Stuttgart 238,58 Mio. Euro, der Flughafen Stuttgart 227,2 Mio. Euro sowie der Verband Region Stuttgart 100 Mio. Euro. Die Stadt leistet dabei einen Baukostenzuschuss in Höhe von 31,56 Millionen Euro, der ab 2010 in acht Jahresraten gleicher Höhe zur Verfügung gestellt werden soll. (Dieser Wert ergibt sich der Summe aus den Verpflichtungen aus Rahmen- und Realisierungsvereinbarung) Weitere 207 Millionen Euro, die in der bis Dezember 2009 gültigen Kalkulation noch als Anteil an der Risikovorsorge definiert waren, sollen frühestens ab 2015 aufgebracht werden. Laut Medienberichten investiert die Bahn bis 2013 jährlich 338 Millionen Euro in das Projekt.
Der im Finanzierungsvertrag von April 2009 auf die damals geschätzten Gesamtkosten von 3,076 Milliarden Euro aufgeschlagene Risikopuffer von 1,45 Milliarden Euro war zur Finanzierung der Ende 2009 geplanten Gesamtkosten von 4,088 Milliarden Euro bis auf einen Restbetrag von 438 Millionen Euro aufgebraucht. Die entstandenen Mehrkosten (Differenz aus 4,088 und 3,076 Milliarden Euro) tragen das Land Baden-Württemberg (454 Mio. Euro), die Deutsche Bahn (220 Mio. Euro) und die Stadt Stuttgart (207 Mio. Euro). Darüber hinausgehende Kostensteigerungen wären von der Deutschen Bahn (220 Millionen Euro), dem Land Baden-Württemberg (106,7 Millionen Euro) sowie der Stadt Stuttgart (53,3 Millionen Euro) zu tragen. Bei darüber hinausgehenden Kostensteigerungen sind Gespräche vereinbart.
Die Europäische Union beteiligte sich zunächst mit 114,47 Millionen Euro. Die Investitionsmittel der EU sind im Bundesanteil enthalten. Bis 2020 stellt die EU weitere 594,4 Millionen Euro zur Verfügung, die den Bundesanteil reduzieren.
In den Jahren 2012 und 2013 beteiligte sich die EU mit 20,6 Millionen Euro an Stuttgart 21. Die Summe soll in den Fildertunnel investiert werden. Zuvor bezuschusste die EU sechs Studien zur Machbarkeit und Umweltverträglichkeit des Knotens Stuttgart sowie der Neubaustrecke Stuttgart–Wendlingen–Ulm mit 18,7 Millionen Euro. Die EU-Kofinanzierung wurde im Oktober 2010 bis 2015 verlängert.
Der Finanzierungsbeitrag der Landeshauptstadt Stuttgart durch die Grundstücke ist in der Finanzierungssumme von 4,088 Milliarden Euro nicht enthalten.
Am 25. Januar 2018 wurde eine mögliche Erhöhung des Finanzierungsrahmens auf rund 8,2 Milliarden Euro bekannt. Darin soll eine auf 2025 verschobene Inbetriebnahme sowie ein Risikopuffer von einer halben Milliarde Euro enthalten sein.
Durch eine Entscheidung des Verwaltungsgerichts Stuttgart im Mai 2024 müssen sämtliche Mehrkosten durch die Bahn getragen werden.

## Geschichte

### Vorstandsentscheidung vom 24. Februar 1994
Auf seiner Sitzung am 24. Februar 1994 sprach sich der Vorstand der Deutschen Bahn gegen einen tiefliegenden Durchgangsbahnhof mit einer Neubaustrecke von Stuttgart über den Flughafen und Wendlingen nach Ulm und für eine Ausbaustrecke von Stuttgart nach Mettingen mit von dort anschließender Neubaustrecke nach Ulm aus. Die interne betriebswirtschaftliche Verzinsung der vom Land vorgeschlagenen Lösung sei selbst unter günstigsten Annahmen mit 6,56 Prozent unter der von der DB beschlossenen Lösung (mit 7,5 Prozent) zurückgeblieben. Die Mehrkosten der vom Land vorgeschlagenen Variante wurden mit mindestens einer Milliarde DM angegeben.

### Machbarkeitsstudie (1995)
Die Machbarkeitsstudie von Anfang 1995 schätzte die Kosten (Preisstand 1993) überschlägig auf 4,807 Milliarden D-Mark (4,180 Mrd. DM Baukosten zzgl. 15 Prozent Planungszuschlag), inflationsbereinigt (Lebenshaltungskostenindex) entspricht dies heute 4,3 Milliarden Euro. Die Finanzierung sollte über den Verkauf von Grundstücken, durch Mehreinnahmen aus erhöhtem Fahrgastaufkommen, verbesserten Betriebsabläufen sowie Mitteln des Gemeindeverkehrsfinanzierungsgesetzes erfolgen. Die Beteiligung privater Investoren war Teil der Überlegungen. Gegenübergestellt wurde der so genannte „Weiterführungsfall“. Für die Instandhaltung und Ausbau des Kopfbahnhofs wurden Kosten von 2,901 Milliarden D-Mark angesetzt (2,522 Mrd. DM, zzgl. 15 Prozent Planungskosten). Die ermittelten Betriebsführungskosten fielen mit 83,9 Mio. DM zu 107,2 Mio. DM pro Jahr für Stuttgart 21, die ermittelten Instandhaltungskosten mit 41,1 zu 53,5 Mio. DM pro Jahr im Weiterführungsfall günstiger aus. Durch zusätzlichen Verkehr sollten bei S21 gegenüber dem Weiterführungsfall zwischen 145,4 und 159,4 Mio. DM mehr erlöst werden. Das Nutzen-Kosten-Verhältnis (nach der Methodik des Bundesverkehrswegeplanes 1992) des Projekts Stuttgart 21 wurde mit 2,4 angegeben; der Nutzen von Stuttgart 21 hätte zwischen 257 und 267 Mio. DM über den beiden Varianten des Weiterführungsfalls gelegen. Das Projekt sollte sich binnen rund 30 Jahren amortisieren.

### Synergiekonzept und Finanzierungsvereinbarung (1995)
Nach dem Ende 1995 vorgelegten Synergiekonzept sollten die Projektkosten von 4,893 Mrd. D-Mark (2,502 Mrd. Euro) für die Variante S4/F3 etwa zur Hälfte (2175 Mio. DM) aus Grundstückserlösen finanziert werden. Durch den Bund sollten die Kosten zur Anbindung der Neubaustrecke nach Ulm (nach § 8 Abs. 1 BSchwAG) von 886 Mio. DM finanziert werden; weitere 350 Mio. DM als zinsloses Darlehen nach §8 Abs. 2 BSchwAG. Die übrigen 500 Mio. DM sollten nach GVFG von Bund, Land und Kommunen finanziert werden. Die Wirtschaftlichkeit war, bei einem Betrachtungszeitraum von 45 Jahren, mit einem errechneten Kapitalwert (zum 31. Dezember 1994, Zinssatz von 7,5 %) von 0,8 Mio. D-Mark knapp gegeben. Das verkehrswissenschaftliche Institut an der Universität Stuttgart ermittelte einen volkswirtschaftlichen Nutzen von 314 Mio. DM pro Jahr (Nutzen-Kosten-Faktor von 2,6).
Auf Grundlage dieser Daten wurde am 7. November 1995 eine erste Finanzierungsvereinbarung für das Projekt unterzeichnet. Den in dieser Rahmenvereinbarung vorgesehenen Projektkosten von exakt 4,893 Mrd. DM lag der Preisstand von Januar 1993 zu Grunde. Dabei verpflichtete sich der Bund, das Projekt mit 886 Millionen D-Mark mitzufinanzieren. Die Stadt Stuttgart übernahm 29 Millionen Euro, ein Drittel der Baukostenerhöhungen von 170 Millionen D-Mark (87 Millionen Euro).
Aus Mehrerträgen durch größere Fahrgastaufkommen und verminderten Betriebskosten sollten etwa 30 Prozent der Projektkosten gedeckt werden. Weitere 30 Prozent sollten durch die Vermarktung der freiwerdenden Gleisflächen erlöst werden. Die übrigen 40 Prozent der geschätzten Projektkosten von 4,893 Mrd. D-Mark sollte durch Darlehen und Zuschüsse der öffentlichen Hand gedeckt werden. Je 443 Mio. DM (226,5 Mio. Euro) sollten dabei als Baukostenzuschuss und zinsloses Darlehen durch den Bund finanziert werden (jeweils nach § 8 (1) Bundesschienenwegeausbaugesetz). Insgesamt 1050 Mio. DM (537 Mio. Euro) sollte das Land Baden-Württemberg finanzieren (davon 179 Mio. Euro aus Mitteln nach § 8 (2) Bundesschienenwegeausbaugesetz, 256 Mio. Euro als Baukostenzuschuss nach Gemeindeverkehrsfinanzierungsgesetz sowie weitere 102 Mio. Euro als Baukostenzuschuss aus Regionalisierungsmitteln). Für die Flughafenanbindung sollte die Flughafen Stuttgart GmbH 51 Mio. Euro aufbringen, die Stadt Stuttgart, das Land Baden-Württemberg und der Bund gemeinsam insgesamt 10 Mio. Euro.

### Kostenschätzung von 1998
Laut einer Quelle aus dem Jahr 2005 wurden auf Basis des Preis- und Planungsstandes von 1998 Gesamtkosten von 2,6 Milliarden Euro ermittelt. Die Mehrkosten gegenüber früheren Planungen wurden mit der weiterentwickelten Planung und der allgemeinen Preissteigerung begründet. Die Kosten sollten zum größten Teil (1.543 Mio. Euro) durch Eigenmittel der Deutschen Bahn AG gedeckt werden.
Bis Ende 1998 fielen Planungskosten in Höhe von 120 Millionen D-Mark an.

### Aktualisierung der Wirtschaftlichkeitsrechnung (1999)
Im Frühjahr 1999 stoppte der DB-Vorstandsvorsitzende Johannes Ludewig die weitere Projektvorbereitung und veranlasste ein Neubewertung der Wirtschaftlichkeit. Im Mai 1999 beauftragte die DB eine Düsseldorfer Wirtschaftsprüfungsgesellschaft, das Projekt zu bewerten. Neben Stuttgart 21 waren auch Frankfurt 21, die Mottgers-Spange und die Neubaustrecke Rhein/Main–Rhein/Neckar Teil des Prüfpakets. Die Untersuchung ließ eine knappe Wirtschaftlichkeit erwarten.
Die Wirtschaftlichkeitsrechnung des Projekts wurde im November 1999 aktualisiert. Eine weitere Aktualisierung sollte (Stand: Mai 2001) mit Abschluss des Planfeststellungsverfahrens und im Rahmen der Vergaben (erwartet für Ende 2004) erfolgen. Diese Aktualisierung erfolgte letztlich im Jahr 2006 (siehe unten).
Ende 1999 rechnete der Vorstand der Deutschen Bahn mit Gesamtkosten von rund 5,5 Milliarden D-Mark für das Projekt.
Die unsichere Zukunft des Projekts kostete im Jahr 2000 nach DB-Angaben mehr als 500.000 DM pro Monat. Bis Mitte 2000 waren rund 190 Millionen Planungskosten. entstanden, bis Mitte 2001 rund 200 Millionen.

### Einigung über Vorfinanzierung (2001)
Bei einem Treffen mit den Landesverkehrsministern Müller und Wiesheu sowie Bahnchef Mehdorn forderte Bundesverkehrsminister Klimmt im Oktober 2000 von den Ländern Baden-Württemberg und Bayern, die Projekte Stuttgart 21, Neu-Ulm 21 und die Neubaustrecke Wendlingen–Ulm vorzufinanzieren. Der damalige Bundesanteil von 886 Millionen DM für das Projekt Stuttgart 21 hätte ohne die Vorfinanzierung erst ab 2012 zur Verfügung gestanden.
Mitte Februar 2001 einigten sich Bund und das Land Baden-Württemberg auf eine Vorfinanzierung von Stuttgart 21 und der Neubaustrecke Wendlingen–Ulm. Die geschätzten Gesamtkosten für die Vorfinanzierung beider Projekte wurde dabei, je nach Zinsentwicklung, auf etwa eine Milliarde DM geschätzt. Damit sollte der Baubeginn um sieben Jahre auf 2004 vorgezogen werden; der Bund sollte die vorfinanzierten Baukosten ab 2011 in acht Jahren tilgen. Bis Mitte 2001 summierten sich die verausgabten Planungskosten für Stuttgart 21 auf mehr als 240 Millionen DM. Die Kosten der Vorfinanzierung des Bundesanteils von Stuttgart 21 (886 Mio. DM) wurden, unter der Annahme einer sechsprozentigen Verzinsung, mit 270 Mio. DM angegeben. Zuvor wurde von der Summe von 886 Mio. DM „von der Bahn zu überbringend[e] notwendig[e] Sanierungsmaßnahmen“ im Umfang von 120 Mio. DM abgezogen. Von den 270 Mio. DM wurde wiederum ein Anteil der DB von 120 Mio. DM abgezogen, womit sich Kosten von 150 Mio. DM für die Partner Bund, Land und Region ergaben. Die Stadt Stuttgart beschloss darauf aufbauend, sich mit höchstens 50 Mio. DM (26 Mio. Euro) an den Kosten der Vorfinanzierung des Bundesanteils zu beteiligen, soweit Land und Region jeweils ebenfalls ein Drittel tragen. Damit galt ein Baubeginn im Jahr 2004, nach dem erwarteten Abschluss der Planfeststellungsverfahren, als gesichert.
Am 14. März 2001 beschloss der Aufsichtsrat der Deutschen Bahn AG, die Planung zwar weiterzuführen, soweit eine Ergänzungsvereinbarung zur Rahmenvereinbarung von 1995 wie geplant abgeschlossen werde. Planfeststellungs- und Vergabephase sollten strikt voneinander getrennt werden. Damit verschob sich der Baubeginn von 2004 auf 2005. Die bisherige Finanzierung habe sich damit nicht mehr halten lassen. Zu dieser Zeit wurden Einnahmen durch verkehrliche Mehrerträge in Höhe von 668 Millionen DM und durch Immobilienerlöse von 799 Millionen DM erwartet.
Nach Medienberichten hielten sich Bund und Bahn dabei die Möglichkeit eines Ausstiegs aus dem Projekt offen. Eine Wirtschaftlichkeitsuntersuchung sollte die Risiken des Projekts darlegen. Anfang 2001 hielten Bahn und Bund einen 34-seitigen Zwischenbericht einer Wirtschaftsprüfungsgesellschaft zur Wirtschaftlichkeit des Projekts unter Verschluss. Darin wurden Risiken von 930 Millionen DM für Stuttgart 21 beziffert, im Wesentlichen in den Bereichen Tunnelbau, fehlerhafte Planung und nicht abgeschlossene Planfeststellungsverfahren. Beispielsweise seien 30.500 DM pro Tunnelmeter angesetzt worden, was aufgrund der Erkenntnisse aus laufenden Projekten niedrig erschienen sei. Das Gutachten war von der Bundesregierung beauftragt worden, um ein Bild des tatsächlichen Mittelbedarfs zu erhalten. Weitere Risiken waren noch nicht bewertet worden. In dem Papier wurde auch allgemeine Preisentwicklung und erhöhte Planungskosten berücksichtigt. Das Papier konstatierte aus politischen Motiven geschönte Zahlen sowie Missmanagement der DB. Der Aufsichtsrat der Deutschen Bahn zog daraufhin zunächst seine Bereitschaft zurück, Bauangebote für das Projekt einzuholen.
Eine ergänzende Vereinbarung von Juli 2001 sah die Wiederaufnahme der zuvor für mehr als zwei Jahre gestoppten Planung vor. Die Deutsche Bahn erklärte sich bereit, weitere 427 Millionen D-Mark an Planungsmitteln für Stuttgart 21 und die Neubaustrecke Wendlingen–Ulm bereitzustellen. Davon waren 100 Millionen DM für Grunderwerb und 60 Millionen DM für geologische Erkundungen reserviert.
Darauf aufbauend war vorgesehen, Verhandlungen über die Vorfinanzierung zwischen Bund, Land und Deutscher Bahn aufzunehmen. Die Stadt Stuttgart verpflichtete sich dabei, freiwerdende Flächen zu kaufen, die Region, sich an S-Bahn-Mehrkosten zu beteiligen. Das Land Baden-Württemberg verpflichtete sich, zur Verbesserung der Wirtschaftlichkeit von Stuttgart 21 insbesondere die Anschaffung von Doppelstockwagen durch DB Regio mit 200 Millionen D-Mark zu fördern. Die Stadt Stuttgart übernahm im Rahmen dieser so genannten Realisierungsvereinbarung Mehraufwendungen aus wasserwirtschaftlichen Risiken in Höhe von 40 Millionen DM (20,5 Mio. Euro) sowie einen Anteil von 5 Mio. DM (2,56 Mio. Euro) an den zusätzlichen Kosten der Flughafenanbindung. Die Projektpartner einigten sich darauf, das Projekt im Jahr 2004, vor dem geplanten Baubeginn, noch einmal einer Wirtschaftlichkeitsprüfung zu unterziehen und anschließend über die Realisierung zu entscheiden.

### Erwerb von Flächen durch die Stadt Stuttgart (2001)
Nachdem sich Bund und Stadt etwa Anfang 2000 grundsätzlich auf den Verkauf aller freiwerdenden Flächen (mit Ausnahme des Gebiets A1) geeinigt hatten, war zunächst die Vorfinanzierung des Projekts Stuttgart 21 zu klären, bevor im Folgejahr der Verkauf der Flächen besiegelt werden konnte.
Die Landeshauptstadt Stuttgart erwarb am 21. Dezember 2001 nahezu die gesamten durch Stuttgart 21 freiwerdenden Flächen mit einem Gesamtumfang von 109 Hektar für 897,7 Millionen DM (459 Millionen Euro) von der Deutschen Bahn. Die Fläche A1 wird weiterhin von der Deutschen Bahn vermarktet.
Die Grundstückserlöse seien nach Angaben des damaligen Stuttgarter Oberbürgermeisters Manfred Rommel vorsichtig berechnet worden. Von 100 Hektar Bahnflächen sollten 63 bebaut und 37 Hektar als Nicht-Bauflächen ausgewiesen werden. Die Preise seien von städtischen Sachverständigen geschätzt und davon 30 Prozent abgezogen worden. Die Altlastenbeseitigung soll (Stand: 1996) von der Deutschen Bahn AG übernommen und aus einem speziellen Programm finanziert werden.
Der Kaufvertrag sah die Zahlung von Verzugszinsen vor, wenn die erworbenen Flächen nicht bis zum 31. Dezember 2010 der Landeshauptstadt übergeben würden. Die Landeshauptstadt erklärte sich später (Stand: 2007) bereit, aufgrund der verzögerten Realisierung des Projekts auf die Verzugszinsen bis zum 31. Dezember 2020 zu verzichten (212,5 Millionen Euro). Diese Zinsen wurden nicht in die Wirtschaftlichkeitsrechnung aufgenommen. Dies sei sachgerecht, nachdem die DB sich bereit erklärt habe, den Überschuss aus ihrer Wirtschaftlichkeitsrechnung zur Finanzierung des Kostensteigerungsrisikos aufzuwenden. Ab dem 1. Januar 2021 zahlt die Deutsche Bahn Verzugszinsen in variabler Höhe an die Landeshauptstadt. Für 2021 werden die Verzugszinsen auf 11,3 Millionen Euro geschätzt (Stand: 2020).
Kritiker des Projekts wiesen um 2007 darauf hin, dass die seit einigen Jahren geräumten Flächen des ehemaligen Stuttgarter Güterbahnhofs bis dahin brach gelegen und allenfalls von öffentlich-rechtlichen Einrichtungen vereinzelt bebaut worden seien. Ferner habe das Unternehmen mit den bereits bezahlten 459 Millionen Euro wirtschaften können, ohne Aufwendungen für das Projekt getragen zu haben.
Im Februar 2000 hatte sich die Stadt Stuttgart bereiterklärt, die Teilflächen A2 (ca. 10,52 ha) und A3 (ca. 1,42 ha) für 415 Millionen DM (A2) bzw. 35 Mio. DM (A3) zu erwerben. Die Wertstellung war zum 31. Dezember 2000 vorgesehen. Dem Gesamtwert von 450 Millionen D-Mark lag die Vermarktung von 275.000 m² Geschossflächen zu 2.520 DM/m² zu Grunde. Abgezinst mit 4,0 % pro Jahr zwischen 31. Dezember 2000 und 31. Dezember 2011 ergab sich damit ein Kaufpreis von 450,2 Mio. DM zum 31. Dezember 2010. 2001 kaufte die Stadt Stuttgart die Gebiete A2 bis D. Die Flächen waren in den Büchern der Bahn zuvor mit 25 Millionen Euro bewertet worden.

### Weitere Entwicklung
Anfang 2002 wurden Gesamtkosten von 2,594 Milliarden Euro für Stuttgart 21 kommuniziert. 1,543 Milliarden Euro davon sollte die Deutsche Bahn (aus Grundstückserlösen und bahnbetrieblichen Mehrerträgen) finanzieren. Der Bund sollte sich mit 453 Millionen Euro beteiligen, das Land Baden-Württemberg mit 537 Millionen Euro. Für die Flughafenanbindung (61 Millionen Euro) sollten Beiträge von der Flughafengesellschaft, der Stadt, dem Land und dem Bund beigesteuert werden. Nach dem für 2004 vorgesehenen Abschluss der Planfeststellungsverfahren sollte eine erneute Wirtschaftlichkeitsrechnung vorgelegt werden. Ende 2004 sollte darauf aufbauend eine endgültige Entscheidung mit einer gesicherten Finanzierung erfolgen.
2002 rechnete die DB laut einem Medienbericht von 2010 bereits mit Kosten von 4,203 Mrd. Euro für das Projekt. Laut DB-Angaben sei dieser Wert nicht in Euro, sondern D-Mark anzusetzen, entsprechend 4,203 Mrd. D-Mark (rund 2,15 Milliarden Euro) und beziehe sich nur auf den Anteil der DB Netz.
Ende 2004 wurde offiziell mit Kosten in Höhe von 2,6 Milliarden Euro gerechnet. Im Zuge des noch laufenden Planfeststellungsverfahrens sollten die genauen Kosten ermittelt werden.
Im Oktober 2004 dem Land wurde dem Land eine aktualisierte Kostenberechnung vorgelegt, die über drei Jahre von der Deutschen Bahn ausgearbeitet worden war. Die 1998 ermittelten Kosten von 2,6 Milliarden Euro wurden demnach auf 2,81 Milliarden Euro angehoben. Laut einem Medienbericht sei ein Puffer von fünf Prozent in diesem Betrag berücksichtigt worden. Das Land rechnete mit der Möglichkeit, dass das Projekt keinen Euro teurer werden würde als 1998 veranschlagt. Eine Kostenexplosion schloss der damalige Verkehrsminister Stefan Mappus „zu 99 Prozent“ aus.
Die 2001 vereinbarten Finanzierungsgespräche liefen noch 2005.
Einzelne Planungen und Bohrprogramme des Projekts Stuttgart 21 wurden zwischen 2001 und 2004 zu 50 % von der Europäischen Union finanziert. Die Gesamtförderung liegt bei 114,5 Millionen Euro. TEN-Mittel der EU werden auf den Bundesanteil von 500 Millionen angerechnet.
Um 2004 wurde mit EU-Zuschüssen in Höhe von bis zu 20 Prozent der Baukosten gerechnet. 2006 sprach sich der Koordinator des TEN-Korridors 17 (Paris–Bratislava), Péter Balázs, vor dem Verkehrsausschuss des Europäischen Parlaments gegen eine Kofinanzierung von Stuttgart 21 mit TEN-Mitteln aus.

### Wirtschaftlichkeitsuntersuchungen (2006/2007)
2006 führte die Deutsche Bahn eine weitere Wirtschaftlichkeitsuntersuchung zu Stuttgart 21 und der Neubaustrecke nach Ulm durch. Sie basierte auf den von der DB AG erwarteten Investitions- und Betriebskosten mit Kosten- und Preisstand von 2004. Je nach Planungsstand der zu Grunde liegenden Abschnitte wurde der Planungsstand der Konzeptions- oder der Entwurfsplanung berücksichtigt.
Die Wirtschaftlichkeitsuntersuchung ging von Gesamtkosten von 2,8 Mrd. Euro für Stuttgart 21 und einem Baukostenrisiko von einer Milliarde Euro aus, das die Deutsche Bahn und das Land Baden-Württemberg tragen sollten. Die Bahn betonte, das Projekt sei unter der Bedingung, dass diese Risiken abgesichert werden, wirtschaftlich tragbar. TEN-Mittel in Höhe von 250 Millionen Euro flossen in die Wirtschaftlichkeitsberechnung ein; die Höhe der tatsächlich zur Verfügung stehenden TEN-Mittel stand jedoch noch nicht fest (Stand: Mai 2007). Das Gutachten ging ferner von Grundstückserlösen in Höhe von 740 Millionen Euro (Preisstand: 2004) aus. Fast 800 Millionen Euro der geschätzten Gesamtkosten von 2,8 Milliarden Euro entfielen auf den Hauptbahnhof.
Unter der Voraussetzung zusätzlicher Finanzierungsbeiträge der Beteiligten ermittelte die Wirtschaftlichkeitsrechnung ein positives Ergebnis in Höhe von 86 Millionen Euro. Der Bericht nennt die Bedingungen einer Realisierung und zeigt Risiken auf. Die aktualisierte Wirtschaftlichkeitsrechnung wurde im September 2006 dem Bundesverkehrsministerium vorgelegt. Die Wirtschaftlichkeitsuntersuchung wird von der Deutschen Bahn als Betriebs- und Geschäftsgeheimnis eingestuft. Eine gesamtwirtschaftliche Prüfung wurde nicht vorgenommen.
Bei einem zweistündigen Spitzengespräch zwischen Bund, Land, Stadt und Deutscher Bahn blieb am 23. Oktober 2006 die Realisierung von Stuttgart 21 offen. Bundesverkehrsminister Wolfgang Tiefensee forderte eine Wirtschaftlichkeitsberechnung des Projekts durch interne und externe Wirtschaftsprüfer, auf deren Grundlage eine Entscheidung spätestens im Februar oder März 2007 fallen sollte. Die vorliegende Wirtschaftlichkeitsrechnung habe nur „Grobzahlen“ genannt und sei dem Bund erst wenige Tage vor der Sitzung vorgelegt worden. Laut einem Pressebericht habe die Wirtschaftlichkeitsrechnung der Bahn ein Plus von 80 Millionen Euro beziffert. Der Bund bekannte sich zur Realisierung der NBS Wendlingen–Ulm, sah sich allerdings außer Stande, vor 2017 in die Finanzierung einzusteigen. Eine Entscheidung bis Mai 2007 wurde für erforderlich gehalten, da der Bund spätestens bis dahin seine Bahnbauvorhaben bei der EU zur Förderung hätte anmelden müssen. Land und Bahn einigten sich im Rahmen des Gesprächs, wie unvorhergesehene Mehrkosten verteilt werden sollten. Zunächst sollte die Bahn dafür einstehen, anschließend Land und Stadt.
Im September 2006 liefen zwischen den Projektpartnern Verhandlungen, wie Mehrkosten von 200 Millionen Euro verteilt werden sollten. Der Anteil des Flughafens wurde im Oktober 2006 mit 150 Millionen Euro beziffert, der Anteil der Region mit 100 Millionen Euro.
Der Prüfauftrag des Bundesverkehrsministeriums wurde im April 2007 abgeschlossen.

### Memorandum of Understanding (2007)
Im Rahmen eines Memorandum of Understanding einigten sich am 19. Juli 2007 Bund, Land, Stadt, Bahn und der Verband Region Stuttgart darauf, den Baubeginn für Stuttgart 21 und der Neubaustrecke auf 2010 vorzuziehen. Das Papier beziffert die voraussichtlichen Kosten mit 2,8 Milliarden Euro. Am gleichen Tag wurde ein Eckpunktepapier für einen Finanzierungsvertrag abgeschlossen. Den Hauptteil der Kosten sollten demnach die Deutsche Bahn (1,115 Mrd. Euro) und das Land (685 Mio., u. a. nach GVFG) tragen. Der Bund sollte sich mit Mitteln aus dem Bedarfsplan in Höhe von 500 Mio. Euro sowie nach Bundesschienenwegeausbaugesetz mit rund 200 Mio. Euro beteiligen; eventuelle, zu beantragende Zuschüsse im Rahmen des TEN-Programms werden von den Bundesmitteln abgezogen. Baukostensteigerungen bis zur Höhe von einer Milliarde Euro werden nach dieser Vereinbarung zunächst von der DB AG (220 Mio. Euro) und vom Land (bis 780 Mio. Euro) getragen.
Land und Landeshauptstadt einigten sich wiederum darauf, dass die Stadt Stuttgart im Bedarfsfall bis zu 131 Millionen Euro dieser 780 Millionen Euro übernehmen sollte. Im Gegenzug entfielen die Verbindlichkeiten der Stadt aus der Vorfinanzierungsvereinbarung (26 Mio. Euro) und der Übernahme der wasserwirtschaftlichen Risiken (20,5 Millionen Euro). Letztere gingen auf das allgemeine Mehrkostenrisiko über. Die von der Stadt Stuttgart zu tragenden Kosten stiegen damit um bis zu 84,5 Millionen Euro. Für über die 3,8 Milliarden Euro hinausgehende Kosten sollte die Deutsche Bahn ihren in einer Wirtschaftlichkeitsrechnung ermittelten Überschuss im Umfang von bis zu 160 Millionen Euro (93 Millionen Euro Kapitalwert von 2007) einsetzen. Darauf aufbauend sollte das Land weitere bis zu 160 Millionen Euro (93 Millionen Euro zum Kapitalwert von 2007) leisten. Die Landeshauptstadt sollte aus diesem zusätzlichen Landesanteil ein Drittel übernehmen (31 Mio. Euro zum Kapitalwert von 2007).
Der Unterzeichnung waren bis in die Nacht dauernde Verhandlungen vorausgegangen, bei dem vor allen Dingen das Land, aber auch die Region und die Stadt ihren Finanzierungsanteil aufstockten. Am gleichen Tag sollten die Förderanträge für Stuttgart 21 und die Neubaustrecke Wendlingen–Ulm eingereicht werden. Aufgrund des Bundesanteils von 500 Millionen Euro für Stuttgart 21 hätte dabei nach Angaben des Bundes mit maximal 100 Millionen Euro EU-Förderung gerechnet werden können.
Am 25. Juli 2007 stimmte der Landtag dem Memorandum zu. Im Herbst 2007 wurde mit der Unterzeichnung der Finanzierungsvereinbarung für März 2008 gerechnet.
Im August 2008 nannte die baden-württembergische Landesregierung 5,08 Milliarden Euro Kosten für das Projekt Stuttgart 21 und die Neubaustrecke Wendlingen–Ulm. Darüber hinaus sei ein Risikofonds von 1,45 Milliarden Euro notwendig. Der Haushaltsausschuss des Deutschen Bundestages genehmigte am 20. November 2008 Bundesmittel in Höhe von insgesamt 1,55 Milliarden Euro für Stuttgart 21 und die Neubaustrecke Wendlingen–Ulm. Am 28. November verabschiedete der Bundestag diese Mittel mit dem Bundeshaushalt 2009. Die Bundesmittel sollen erst ab 2014 zur Verfügung stehen. Bis dahin soll das Land Baden-Württemberg in Vorleistung treten. Mitte März 2009 kündigte das Bundesfinanzministerium an, im Rahmen einer außerordentlichen Verpflichtungsermächtigung Mittel in Höhe von 280,2 Millionen Euro für das Projekt bereitzustellen. Die Bundesmittel sind über elf Jahre verteilt.
Die Finanzierung teilte sich dabei auf folgende Quellen auf:
- Der Anteil der Deutschen Bahn liegt bei 1,3008 Milliarden Euro.[13]
- Das Land Baden-Württemberg übernimmt, mit Partnern, 501,8 Millionen Euro (darunter 112,4 Mio. Euro aus dem GVFG-Bundesprogramm).[13] Der Verband Region Stuttgart, der 100 Millionen zugesagt hat, refinanziert dabei seinen Beitrag durch Umlagen aus seinen Mitgliederkommunen.[92] Das Land finanziert seinen Anteil an Stuttgart 21 und der Neubaustrecke nach Ulm aus einer 2008 gebildeten Rücklage, einschließlich der daraus auflaufenden Zinsen.[93]
- Der Flughafen Stuttgart übernimmt unmittelbar einen Anteil von 107,8 Mio. Euro, weitere 112,242 Mio. „zum Ausgleich für Betriebsverluste“ und errichtet auf eigene Kosten verschiedene Bauwerke und Anlagen.[13] Der Aufsichtsrat des Flughafens stimmte am 16. Juli 2008 der Überweisung der 112 Millionen Euro an die Deutsche Bahn zu. Diese Mittel sind nicht an konkrete Bauleistungen gebunden.[94]
- Der Bund übernimmt insgesamt fast 1,5 Milliarden Euro. Darunter sind 500 Mio. Euro Investitionsmittel (Preisstand: 2004[75]) nach § 8 Abs. 1 BSchwAG; dieser Anteil soll um die Preisentwicklung (Baukostenindex) bis 2008 einmalig um 63,8 Millionen Euro[95] fortgeschrieben werden und repräsentiert die „Sowieso-Kosten“ der ursprünglich geplanten Einbindung der Neubaustrecke Wendlingen–Ulm in den Knoten Stuttgart. Weitere 300 Mio. Euro sind Bundesmittel für vermiedene Ersatzinvestitionen[26] in das Bestandsnetz, die der Deutschen Bahn ebenfalls nach § 8 Abs. 1 BSchwAG zur Verfügung gestellt werden. Weitere 197 Mio. Euro an Investitionsmitteln für das Regionalverkehrsnetz nach § 8 Abs. 2. BSchwAG sowie 168,6 Mio. Euro aus dem GVFG-Bundesprogramm.[13]

Da das Projekt kein Bedarfsplanvorhaben des Bundesverkehrswegeplans ist, beteiligt sich der Bund nur mit den so genannten Als-Ob-Kosten, die ohne die Realisierung von Stuttgart 21 für die Neubaustrecke Stuttgart–Wendlingen(–Ulm) angefallen wären.
Die Messe Stuttgart beteiligt sich durch die Übernahme von Kosten für Bauvorkehrungen indirekt.
Laut Medienberichten hätten nach der am 19. Juli 2007 erzielten Einigung über die Finanzierung von Stuttgart 21 bauliche Unwägbarkeiten am Flughafen (Ausnahmegenehmigung) zu einer Verzögerung des Finanzierungsvertrages von mehr als einem Jahr geführt.

### Finanzierungsvertrag vom 2. April 2009
Die Deutsche Bahn schätzte die Gesamtkosten 2008 auf 2,8104 Milliarden Euro (Realwert mit Preis- und Kostenstand vom 1. Januar 2004). Diese Kalkulation wurde zur Unterzeichnung des Finanzierungsvertrags am 2. April 2009 um eine unterstellte Baupreissteigerung von 1,5 % pro Jahr fortgeschrieben und auf Nominalwert von 3,076 Milliarden Euro angehoben. (Alle Preise zzgl. Umsatzsteuer, soweit die Eisenbahninfrastrukturunternehmen nicht zum Vorsteuerabzug berechtigt sind) Die geschätzten Kosten waren bis 2016 nominalisiert.
Die zu Grunde gelegte Rate basiere auf langjährigen Erfahrungen der Deutschen Bahn bei Tunnel- und Neubauprojekten. Für die Deutsche Bahn sei eine „ausgeglichene Wirtschaftlichkeit“ des Projekts bis zu Gesamtkosten von 4769 Mio. Euro gegeben. Die Belastung des Ergebnisses der beteiligten Infrastrukturunternehmen von DB Netze soll durch Preiserhöhungen bei den Infrastrukturanlagen bis zur Inbetriebnahme des Projektes ausgeglichen werden.
Die Bausumme sollte im Rahmen der Entwurfsplanung aktualisiert werden. Dafür wurde im Rahmen der Finanzierung ein „Risikovorsorgebetrag“ von 1.450 Mio. Euro vorgesehen. Über die Summe von 3.076 Mio. Euro hinausgehende Kosten werden zunächst (bis 220 Mio. Euro) von der Deutschen Bahn übernommen. Weitere 780 Mio. Euro tragen Land und Stadt, wobei der Flughafen Stuttgart einen Anteil von 119,4 Mio. trägt. Die nächsten 160 Mio. Euro leistet die Deutsche Bahn, ebenso wie weitere 130 Mio. Euro, die jedoch um die Kosten der Finanzierung der Neubaustrecke–Ulm vermindert werden sollen, bis der Bund diese Strecke refinanziert hat. Weitere 160 Millionen Euro leistet das Land, darüber hinaus sind Gespräche vereinbart.
Kritiker bemängeln, dass eine interne Kostenschätzung der Deutschen Bahn von Ende 2008/Anfang 2009 bereits Baukosten von 3,9271 Milliarden Euro für das Projekt veranschlagte. Einschließlich Planungskosten und Inflationszuschlag lag die Kostenschätzung damit bei fünf Milliarden Euro. Die bis dahin angefallenen Planungskosten von 186 Millionen Euro waren von der DB aus Eigenmitteln finanziert worden und waren nicht in dieser Summe enthalten.
Das Unternehmen habe beim Abschluss der Finanzierungsvereinbarung im April 2009 diese über dem vereinbarten Kostenrahmen liegenden Kosten den Projektpartnern verschwiegen. Laut DB-Angaben von Ende 2010 sei bei der Unterzeichnung der Vereinbarung klar gewesen, dass eine Aktualisierung der geplanten Kosten mit Fertigstellung der Entwurfsplanung habe erfolgen müssen.
Laut einem Juli 2011 an Medienvertreter herausgegebenen, internen Papier des baden-württembergischen Verkehrsministeriums von Anfang 2009 habe das Ministerium in den Wochen vor Abschluss der Finanzierungsvereinbarung bereits von Baukosten von 4,066 Milliarden Euro gewusst. Zuzüglich 809,134 Millionen Euro Planungskosten habe sich damit ein Gesamtbetrag von 4.875,134 Millionen Euro ergeben. Dieser Kostenstand sei auf Basis einer nahezu vollständig abgeschlossenen Entwurfsplanung entstanden. Die Deutsche Bahn habe dabei bereits Ende 2008 von Kostensteigerungen in Höhe von bis zu 142 Prozent in Tunnelabschnitten von Stuttgart 21 gewusst.
Laut einem Medienbericht von Ende 2011 errechneten im Herbst 2009 Controller des Innenministeriums anhand von Bahnunterlagen zu drei Bauabschnitten (Hauptbahnhof, Fildertunnel, Tunnel Obertürkheim) Kosten zwischen 4,9 und 6,5 Milliarden Euro für das Projekt. Als wahrscheinlich galten demnach Kosten von 5,5 Milliarden Euro, bei einer Preissteigerungsrate von 2,5 Prozent pro Jahr für Personal und Material rechneten die Beamten von 6,5 Milliarden Euro. Laut einem Vermerk solle „Auf Wunsch des Herrn MP“ (Ministerpräsident Oettinger) von einer „neuen Kostenberechnung abgesehen werden“. Oettinger habe knapp einen Monat später, am 12. November 2009, sich dafür ausgesprochen, Berechnungen, die über der Kostengrenze von 4,5 Milliarden Euro liegen, nicht „aktiv“ in die Öffentlichkeit zu tragen.

### Kostenberechnung von Dezember 2009
Anfang Dezember 2009 legte die Deutsche Bahn AG eine Kostenberechnung auf Basis der Entwurfsplanung und nach dem Preisstand von 2009 vor. Die größten Kostensteigerungen gegenüber der vorherigen Kostenschätzung von 2004 entfielen auf die Blöcke Tunnelbau (370 Mio. Euro) sowie Steigerungen in Planung und Preisen (230 Mio. Euro).
Weitere Kostensteigerungen resultierten aus konkretisierten Masseannahmen, neuen technischen Richtlinien und einem aufwendigeren Grundwassermanagement.
Die Prognose basiere laut DB-Angaben auf detaillierten Planungen, die zwischen Dezember 2008 und Juni 2009 von den rund 60 an der Entwurfsplanung beteiligten Planungsbüros bei der DB eingereicht worden seien. Damit seien Daten über Mengen, Preise, Gewerke und geologische Verhältnisse vorgelegt worden, auf deren Basis eine genauere Baukostenberechnung möglich gewesen sei (siehe nebenstehende Tabelle).
Dieses Ergebnis der Planungsbüros von 4066 Mio. Euro ist von der Deutschen Bahn AG in drei Schritten modifiziert worden: Erstmals im Rahmen des Projekts seien Baukosten von 44,1 Mio. Euro für Abstell- und Behandlungsanlagen ergänzt worden, die durch das Projekt notwendig würden. In einem zweiten Schritt seien gemäß einer internen „Markt- und Vergabeanalyse“ Einsparpotentiale untersucht worden, bei der sich 468 Mio. Euro zzgl. 129,9 Mio. Euro aus Grundstücksfinanzierungen, also insgesamt 597,9 Mio. Euro ergeben hätten. Im dritten Schritt seien weitere 294,0 Mio. Euro aufgrund von „Chancen aus Optimierung der Bauwerke“ aus der vorgenannten Baukostenberechnung abgezogen worden (siehe nachfolgende Tabelle).
| Baukostenschätzung (2004) und Baukostenberechnung (2009) |                                       |                              |                              |
| Planfest- stellungs- abschnitt | Räumlicher Umfang                     | 2004 (gerundet in Mio. Euro) | 2009 (gerundet in Mio. Euro) |
| 1.1 | Talquerung mit Hauptbahnhof Stuttgart | 775                          | 893,1                        |
| 1.2 | Fildertunnel                          | 311                          | 753,9                        |
| 1.3 | Filderbereich mit Flughafenanbindung  | 322                          | 488,0                        |
| 1.4 | Filderbereich bis Wendlingen          | 216                          | 205,1                        |
| 1.5 | Zuführung Feuerbach/Bad Cannstatt     | 453                          | 801,0                        |
| 1.6 | Zuführung Ober-/Untertürkheim         | 479                          | 925,0                        |
| Summe | Summe                                 | 2.508                        | 4.066,0                      |
| Linke Spalte: Kostenstand der Finanzierungsvereinbarung (Planungs- und Preisstand von 2004) Rechte Spalte: Geplante Baukosten nach Entwurfsplanung, vor Kostenoptimierung (Realwert mit Planungsstand 2009 und Preisstand 2008). |                                       |                              |                              |

In Summe hätten sich so Baukosten von 3218,2 Mio. Euro ergeben, auf die 17 Prozent (547,1 Mio. Euro) für Planungskosten zugeschlagen worden seien (Preisstand: jeweils 2008). Auf die Summe (reale Bau- und Planungskosten von 3765,9 Mio. Euro) seien wiederum 322,5 Mio. Euro (8,6 Prozent) als Inflationsausgleich aufgeschlagen worden. In Summe würden sich dadurch nominale Projektkosten von 4087,8 Mio. Euro ergeben. Nach diesem Planungsstand blieben, als Differenz zu den in der Finanzierungsvereinbarung von April 2009 festgelegten 4526 Mio. Euro rund 440 Millionen Euro als Risikovorsorge.
| Baukostenberechnung DB AG nach Kostenoptimierung (Nominalisiert, Stand 2009). | Kosten (gerundet in Mio. Euro) |
| ----------------------------------------------------------------------------- | ------------------------------ |
| Baukosten gemäß Entwurfsplanung                                               | 4.066                          |
| Regionale Abstell u. Beh.-anlagen                                             | 44,1                           |
| Einsparpotentiale aus Markt- u. Vergabeanalyse                                | - 597,9                        |
| Chancen aus Optimierung der Bauwerke                                          | - 294,0                        |
| Summe Baukosten                                                               | 3.218,2                        |
| Planungskosten (+ 17 % der Baukosten)                                         | 547,1                          |
| Summe Bau- u. Planungskosten                                                  | 3.765,3                        |
| Nominalisierung                                                               | 322,5                          |
| Summe Bau- u. Planungskosten Nominalwert Stand 2009                           | 4.087,8                        |

Die Projektkosten lagen im Dezember 2009 damit bei 3,765 Milliarden Euro. Davon entfielen rund 3,2 Mrd. Euro auf Bau- sowie 547 Mio. Euro auf Planungskosten. Für Baupreissteigerungen wurden weitere 322 Mio. Euro zugeschlagen. Dieser Wert sei durch einen pauschalen Aufschlag von 1,5 Prozent je Jahr (ab 2004) auf die jährlichen Finanzierungsanteile ermittelt worden. Die geschätzten Gesamtkosten für das Projekt beliefen sich damit auf 4,088 Milliarden Euro.
Nach Medienberichten habe das Unternehmen zwischenzeitlich intern mit Gesamtkosten von 4,9 Milliarden Euro gerechnet. Die im Rahmen der genannten „Markt- und Vergabeanalyse“ ermittelten Einsparungen von 597,8 Mio. Euro seien in einem mehrstufigen Verfahren ermittelt worden: Zunächst sei der Kalkulation eine von der Einkaufsabteilung der Deutschen Bahn durchgeführte Marktpreiserhebung zu Grunde gelegt worden. Die Projektkosten seien ferner aufgrund von Erfahrungswerten korrigiert worden. In einem abschließenden Schritt seien die überarbeiteten Kosten mit anderen Tunnelbaumaßnahmen des Unternehmens verglichen worden. In den knapp 598 Mio. Euro seien unter anderem 129,9 Millionen Euro eingesparte Grunderwerbskosten enthalten; beim Tunnelausbruch sollen 146,5 Millionen Euro gespart werden, beim Betonstahl 87,7 Mio. Euro sowie 28,8 Mio. Euro beim Spritzbeton.

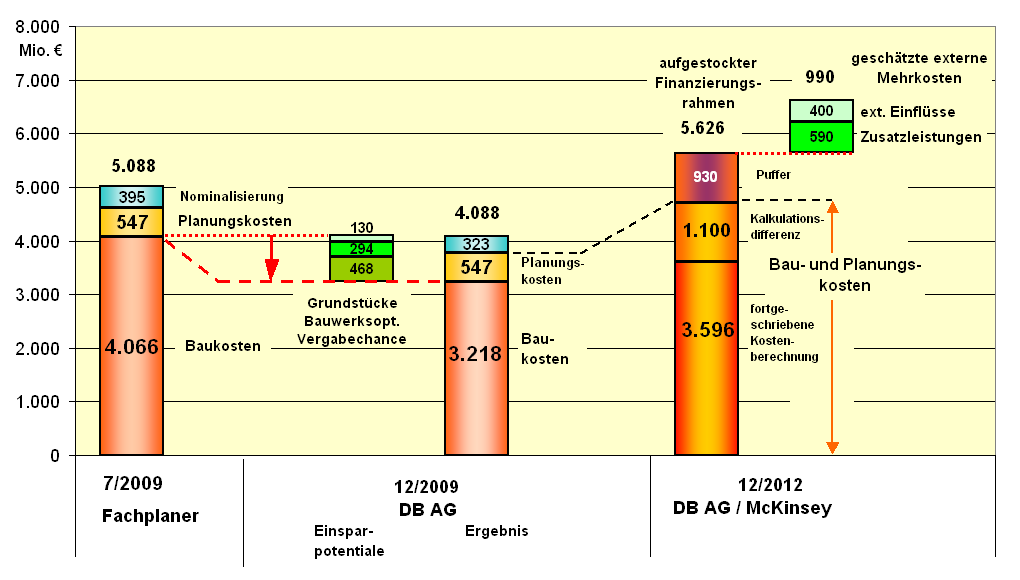
Entwicklung der Kostenberechnungen für „Stuttgart 21“, Stand Ende 2012

Die genannten Einsparmöglichkeiten durch „Optimierung von Bauwerken“ gliedern sich nach DB-Angaben in 218 Mio. Euro ohne Änderungen der zu Grunde liegenden Planfeststellungsbeschlüsse und weiteren 76 Mio. Euro mit derartigen Änderungen. Neben Veränderungen der Tunnelvortriebstechnologie (Spritzbetonbauweise statt Tunnelbohrmaschinen) und geringerer angenommener Quelldrücke seien unter anderem auch Veränderungen im Planfeststellungsabschnitt 1.5 und an Bahnhöfen vorgesehen. Bei den Änderungen sei dabei die Zustimmung von Eisenbahn-Bundesamt, der Architekten, Bauherren, Projektpartner und Gutachter notwendig. Die Kosteneinsparung bei den Tunneln beruhen nach Unternehmensangaben auf neuen, niedrigeren Belastungsannahmen nach Messungen. Dem Eisenbahn-Bundesamt liegt dabei noch kein Antrag der Deutschen Bahn auf Anpassung der Planung vor (Stand: Dezember 2009). Ob die geplanten Kosteneinsparungen vor der Aufsichtsbehörde Bestand haben, wird bezweifelt.
Nach Angaben von Mitte 2010 sollen für die im Zuge des Projekts notwendigen Veränderungen an Anlagen der Stadtbahn 132 Millionen Euro aufgewendet werden.

### Schlichtung (2010)
Im Zuge der Schlichtungsgespräche im Herbst 2010 sind die Projektkosten in Höhe von 4,088 Milliarden Euro durch drei Wirtschaftsprüfungsgesellschaften beurteilt worden (Märkische Revision, PricewaterhouseCoopers und Susat&Partner). Sie kommen grundlegend zu der Einschätzung, dass die Deutsche Bahn AG einerseits die Chancen für Kosteneinsparungen „sehr optimistisch beurteile“ und es andererseits auf Grund der Risiken, insbesondere aus der Baudurchführung, fraglich sei, ob sie in vollem Umfang realisiert werden könnten.
| Einsparpotenziale aus Markt- u. Vergabeanalyse der DB AG | Kosten (in Mio. Euro) |
| -------------------------------------------------------- | --------------------- |
| Einsparungen Summe                                       | 597,9                 |
| Gesteinsausbruch                                         | 146,5                 |
| Baustelleneinrichtung                                    | 130,6                 |
| Betonstahl                                               | 87,7                  |
| konventioneller Oberbau                                  | 40,1                  |
| Feste Fahrbahn, Masse-Feder-System                       | 34,2                  |
| Spritzbeton                                              | 28,8                  |
| Grundstücksgeschäfte                                     | 129,9                 |

Die beteiligte Firma „Märkische Revision“ kommt nach Prüfung der Unterlagen der Deutschen Bahn AG zu höheren Projektkosten von 4,42 Milliarden Euro, da Einsparungen bei Grundstücken formal nicht abgesichert seien und historische Planungskosten einzubeziehen seien. Mit Blick auf die von der Deutschen Bahn AG erwarteten Einsparungen in Höhe von insgesamt 579,9 Millionen Euro erklärt die Firma „Märkische Revision“, dass dieses Einsparpotenzial sehr optimistisch sei und die Deutsche Bahn AG für wesentliche Massen keine belastbaren Nachweise vorgelegt habe. Demnach bestehe aus Sicht der Wirtschaftsprüfer ein signifikantes Risiko, dass die Einsparungen nicht in vollem Umfang realisiert werden könnten, die Projektkosten also höher ausfallen könnten.
Die erwarteten Einsparungen in technischen Bereichen von 468 Millionen Euro (=11,5 % der Gesamtkosten) würden nach Angaben der Wirtschaftsprüfungsgesellschaft den Ausbruch bei den Tunnelgewerken, Baustelleneinrichtung, Betonstahl, Spritzbeton und Kosten des Oberbaus betreffen (s. Tabelle). Folgende Abminderungen der Kostenschätzungen der Fachplaner seien nachlaufend von der Deutschen Bahn AG vorgenommen worden:
- Ausbruchkosten für die Tunnel (Gesteinsausbruch) in den Planfeststellungsabschnitt 1.2 um 49 % und bei Planfeststellungsabschnitt 1.6a um 43 % unter den Preisansätzen der Planer (ohne prüffähigen Nachweis)
- Baustelleneinrichtungskosten insbesondere in den Planfeststellungsabschnitt 1.3 (Filderbahnhof/Flughafen) und 1.5 (zwei Tunnel Richtung Feuerbach und Bad Cannstatt) deutlich reduziert (ohne vorherige eingehende Prüfung der Hintergründe)
- Betonstahlkosten (inkl. Einbau) für alle Planfeststellungsabschnitte mit Marktpreisniveau des 2. Quartals 2009 (seinerzeit deutliche Absenkung durch Finanzkrise, eingetretene Reduktion war Ende 2010 bereits ausgeglichen)
- Spritzbetonkosten reduziert ohne konkrete prüffähige Preisnachweise
- Oberbaukosten (Feste Fahrbahn, Weichen, Schotterbett, Masse-Feder-System) um ca. 32 % reduziert

Hinzu kämen Einsparpotenziale bei den Grundstückskosten von 129,9 Mio. Euro. Zur Vorlage dieser Angaben merkte die Wirtschaftsprüfungsgesellschaft an, dass zunächst von der Deutschen Bahn AG eine Version mit 298 Mio. Euro vorgelegt worden sei. In einer nachträglich übergebenen „aktuellen“ Version sei dieser Bereich auf 129,9 Mio. Euro reduziert und erstmals die vorstehend beschriebenen Einsparpotenziale bei den Bauaufwendungen ausgewiesen worden.
Die Wirtschaftsprüfungsgesellschaft PricewaterhouseCoopers merkt grundlegend zu den Kostenangaben der Deutschen Bahn AG und der Fortschreibung auf Grund von Kostensteigerungen (Nominalisierung) an, dass die Angaben von 2004 bis 2009 umgerechnet worden seien, nicht jedoch bis zum Projektende. Bei dieser von der Deutschen Bahn AG gewählten Methodik sei eine jährliche Steigerung um 1,5 Prozent unterstellt. Bei Vertragsabschluss würden weitere Steigerungen durch Festpreisbindung auf den Lieferanten übergewälzt. Sofern dies nicht gelänge (z. B. durch Preisschwankungen von Baustoffen oder mehrjährigen Ausführungszeiten) bestünde die Gefahr von weiteren Kostensteigerungen.

### Weitere Entwicklung (2011/2012)
Eine interne Risikoanalyse von Ende März 2011, die durch einen Medienbericht teilweise öffentlich wurde, listet 121 Risiken des Projektes auf. Die 48 davon mit konkreten Beträgen unterlegten Positionen haben ein Gesamtvolumen von 1,264 Milliarden Euro. Rund 750 Millionen Euro davon seien als „Einsparpotentiale“ vorgesehen worden. Davon seien zum Berichtszeitpunkt rund die Hälfte bereits realisiert worden. Die Deutsche Bahn ging nach eigenen Angaben davon aus, auch die übrigen Potentiale abschöpfen zu können. Mögliche Mehrkosten, die sich aus dem Schlichtungsverfahren ergeben, sind nicht in den Projektrisiken enthalten. Zu den konkret in dem Dokument bezifferten Risiken zählten unter anderem Mehrkosten für den Tunnelbau (174 Millionen Euro) sowie Planungs- und Abstimmungsmängel (76 Millionen Euro).
Die geplanten Projektkosten seien bis März 2011 um 50 Millionen Euro überschritten worden. Gleichzeitig seien bis dahin Einsparungen von rund 60 Millionen Euro realisiert worden. Die Deutsche Bahn wies die Darstellungen zurück. Die im Schlichtungsverfahren vorgestellten Einsparungen seien mittlerweile größtenteils in die Realisierung gebracht. Ende September 2011 deutet Bahn-Technikvorstand Volker Kefer weitere Kostensteigerungen von 370 Millionen Euro an.
Auf der Sitzung des Lenkungskreises vom 30. Juli 2011 korrigierte die Deutsche Bahn die Gesamtkosten auf 4,166 Milliarden Euro. Vier zusätzliche Maßnahmen schlagen demnach mit 78 Millionen Euro zu Buche: 17,5 Millionen Euro für zusätzliche konventionelle Sicherungstechnik, 23,4 Millionen Euro für GSM-R-Ausbauten, 35,1 Millionen Euro für die durchgehend zweigleisige Anbindung des Flughafens sowie eine zusätzliche Weichenverbindung nördlich von Feuerbach (2,3 Millionen Euro).
Am 23. September 2011 gab die Deutsche Bahn im Rahmen einer Sitzung des Lenkungskreises an, bis 2016 mit Mehrkosten von 370 Millionen Euro zu rechnen. Davon entfallen 130 Millionen Euro auf Projektmehrkosten und 240 Millionen Euro auf Vergaberisiken. Dazu kämen weitere, nicht bekannte Risiken. Vom vereinbarten Finanzierungsbeitrag von 4,526 Milliarden Euro verblieben damit 390 Millionen Euro als Reserve.

### McKinsey-Gutachten (2012)
| Kostenangaben für „Stuttgart 21“ Deutsche Bahn AG Stand Dez. 2012. | aktualisierte Kosten- berechnung (in Mio. Euro) | aufge- stockter Finanz.- rahmen (in Mio. Euro) | Grob- schätzung externe Mehrkosten (in Mio. Euro) |
| --- | ----------------------------------------------- | ---------------------------------------------- | ------------------------------------------------- |
| Bau- und Planungskosten nach Kostenoptimierung Dez. 2009 | 3.766                                           |                                                |                                                   |
| abzgl. verbliebene Chancen | −170                                            |                                                |                                                   |
| zzgl. notwendige Leistungen (2) | 610                                             |                                                |                                                   |
| zzgl. nicht realisiertes Einsparpotential (2) | 490                                             |                                                |                                                   |
| Bau- und Planungskosten Stand Dez. 2012 (1) | 4.696                                           | 4.696                                          |                                                   |
| Puffer (1) |                                                 | 930                                            |                                                   |
| Summe |                                                 | 5.626                                          |                                                   |
| Schätzung von Mehrkosten durch Land u. Landeshauptstadt Stuttgart (3) |                                                 |                                                | 590                                               |
| Schätzung von Mehrkosten durch Behörden (zeitliche Verzögerungen) (4) |                                                 |                                                | 400                                               |
| Summe |                                                 |                                                | 990                                               |
| (1) S. 4 (2) S. 5, Summe von 1.100 Mio. € wird als „Kalkulationsdifferenz“ bezeichnet (3) Im Einzelnen (S. 9) als „Grobschätzung“: Zusatzleistungen (Flughafenbhf.) 300 Mio. € Spezifikationsänderungen 300 Mio. €, konkrete Risiken 140 Mio. € Grundstücke 50 Mio. € abzüglich „Chancen“ −200 Mio. € (4) S. 11 |                                                 |                                                |                                                   |

Die Deutsche Bahn stellte Ende 2012 in einer „Bestandsaufnahme des Projekts“ auf der Grundlage eines externen Gutachtens so genannte Kalkulationsabweichungen in Höhe von 1,1 Milliarden Euro fest. Dieser Mehrbedarf ist dem Aufsichtsrat der Deutschen Bahn am 12. Dezember 2012 zusammen mit weiteren Themen präsentiert worden. Er setzt sich aus 610 Millionen Euro für „notwendige, aber nicht budgetierte Leistungen“ (beispielsweise Gebühren) und 490 Millionen Euro für „nicht realisierbare Planansätze (Einsparpotentiale)“ (beispielsweise zuvor unterschätzte Grundstücks- und Rohstoffpreise) zusammen. Vergessen worden seien unter anderem Grundstückskosten, auch sei die Dichte der vorhandenen Leitungen unterschätzt worden. Als weitere Gründe wurden Nachforderungen, Fehlplanungen und fehlende Puffer genannt. Während früheren Kostenkalkulationen eher die Entwurfsplanung hinterlegt wurde, handele es sich heute vielfach um eine Ausführungsplanung.
Weitere Risiken werden durch „externe Einflüsse“ festgestellt, die aus den Zusatzleistungen „Filderdialog/Schlichtung“ mit etwa 300 Millionen Euro und aus Grundstückserwerb, Spezifikationsänderungen und konkreten Risiken mit etwa 290 Millionen Euro beziffert werden. Zusammen mit Mehrkosten von weiteren etwa 400 Millionen Euro aus absehbaren zeitlichen Verzögerungen und „behördlichem Schwergang“ summiert die Deutsche Bahn diese „zusätzlichen Risiken aus externen Einflussfaktoren“ auf rund eine Milliarde Euro. Zur Finanzierung dieser weiteren Risiken erwartet die Deutsche Bahn eine Vereinbarung im Rahmen der so genannten Sprechklausel. „Interne Hochrechnungen“, nach anderen Angaben ein Worst-Case-Szenario, der Deutschen Bahn gehen laut Presseberichten von 10,7 bis 11,3 Milliarden Euro Gesamtkosten aus.
Die Deutsche Bahn schlägt vor, den bisher mit 4,5 Milliarden Euro vereinbarten Finanzierungsrahmen aus eigenen Mitteln auf 5,6 Milliarden Euro zu erhöhen. Laut Bahnangaben sinke damit die erwartete Verzinsung auf das eingesetzte Kapital von 7,5 Prozent (bezogen auf den zuvor geplanten Eigenanteil von 1,7 Milliarden Euro) auf 1,9 Prozent. Laut einem Medienbericht seien unter anderem deutlich erhöhte Mieten und massive gestiegene Trassen- und Stationpreise angesetzt worden, um die Wirtschaftlichkeit zu erreichen. Die Kapitalrendite für die Deutsche Bahn werde ab Mehrkosten von 1,78 Milliarden Euro negativ.
Laut Angaben von Bahnchef Rüdiger Grube wolle die Deutsche Bahn mit einer frühzeitigen Information über die zum Projektende erwartenden Kosten für Glaubwürdigkeit, Ehrlichkeit und Transparenz sorgen. Laut inoffiziellen Angaben solle durch diese einmalige Erhöhung ein realistischer Wert erreicht werden. Nach Unternehmensangaben sollen zur Finanzierung der Mehrkosten die Schulden der Deutschen Bahn jährlich um etwa 100 Millionen Euro pro Jahr weniger abgebaut werden als geplant. Durch die Mehrkosten soll laut Bahnangaben die Verschuldung des Unternehmens in den Jahren 2017 bis 2019 „etwas langsamer“ abgebaut werden als geplant. Die Mehrkosten gingen nicht zu Lasten anderer Projekte. Baden-Württembergs Verkehrsminister Winfried Hermann rechnet damit, dass die Deutsche Bahn zwar nicht über steigende Fahrpreise, jedoch zusätzliche Trassen- und Stationspreise refinanzieren wolle.
Der Aufsichtsrat der Deutschen Bahn forderte den Vorstand auf, alle Alternativen zu prüfen – einschließlich eines Ausstiegs. Die drei Staatssekretäre im Aufsichtsrat forderten den Vorstand auf, zukünftig auf jeder Sitzung einen Statusbericht zu Stuttgart 21 vorzulegen. Dazu solle jeweils ein schriftlicher Bericht mit quartalsmäßig aktualisierten Zahlen rechtzeitig vorgelegt werden. Er übermittelte dem Vorstand 135 Fragen.
Arbeitnehmer- und Kapitalvertreter sollten ursprünglich in getrennten Sitzungen am 14. und 18. Januar Antworten auf ihre auf der Sitzung vom 12. Dezember 2012 gestellten Fragen erhalten. Diese Treffen wurden am 11. Januar abgesagt, da die notwendigen Daten der Wirtschaftsprüfungsgesellschaft PricewaterhouseCoopers nicht vorgelegen hätten. Der Aufsichtsrat sollte am 21. Februar 2013 entscheiden.
In einer vierstündigen Sitzung der im Aufsichtsrat der DB vertretenen Kapitalvertreter wurde die Anfertigung einer neuen Wirtschaftlichkeitsrechnung beschlossen. In einer für die Sitzung gefertigten Tischvorlage für die politischen Vertreter im Aufsichtsrat hielt das Bundesverkehrsministerium die von der Deutschen Bahn bis dahin vorgebrachten Argumente für zu schwach, um einer Finanzierung der Mehrkosten aus Unternehmensmitteln zuzustimmen. Das Ministerium wolle die von der Deutschen Bahn vorgelegten Informationen nochmals prüfen lassen. Finanzielle Mittel des Bundes sollten nach dem damaligen Stand nicht freigegeben werden. Laut einer Stellungnahme der Deutschen Bahn für den Aufsichtsrat würde „unter den gegenwärtigen Rahmenbedingungen (…) ein solches Projekt nicht beginnen, jedoch fortführen“.
Das Unternehmen bezifferte die Summe der bereits eingetretenen oder konkret absehbaren Mehrkosten mit 1,165 Milliarden Euro. Davon entfielen 613 Mio. Euro vergessene Leistungen/Kosten für Bau und Planung, 490 Mio. Euro kalkulierte, aber nicht erzielte Einsparungen, 200 Mio. Euro auf allgemeine Preissteigerung, 156 Mio. Euro auf schlechte Projektabwicklung sowie 83 Mio. Euro allgemeine Mehrkosten.

### Aufsichtsratsbeschluss vom 5. März 2013
Der Aufsichtsrat der Deutschen Bahn beschloss am 5. März 2013, einem Vorschlag des Vorstands zu folgen, um den Finanzierungsrahmen von 4,526 auf bis zu 6,526 Milliarden Euro anzuheben und gleichzeitig eine Beteiligung der Projektpartner an den Mehrkosten (ggf. gerichtlich) einzufordern. In diesem Betrag seien bereits ermittelte und weitere mögliche Mehrkosten enthalten. Laut Angaben des Aufsichtsratsvorsitzenden sei die Kalkulation von zwei Wirtschaftsprüfungsgesellschaften überprüft worden. 18 von 20 Aufsichtsratsmitgliedern hatten dem Vorschlag zugestimmt, der Anwalt Christoph Dänzer-Vanotti enthielt sich, der Vertreter der Gewerkschaft Deutscher Lokomotivführer stimmte dagegen. Nach Auffassung des Bahnchefs Rüdiger Grube sollten die Projektpartner etwa 60 Prozent der Mehrkosten übernehmen. Die Deutsche Bahn rechne laut einem internen Gutachten damit, nur über selbst verschuldete Mehrkosten in Höhe von 1,1 Milliarden Euro hinaus die Projektpartner an der Finanzierung beteiligen zu können.
Damit wurde die Wirtschaftlichkeit des Projekts nicht mehr erreicht.
Mit Steuermitteln dürfen nur Vorhaben finanziert werden, deren volkswirtschaftlicher Nutzen höher als die erwarteten Kosten ist. Im Vorfeld der Entscheidung nahm der damalige Kanzleramtsminister Ronald Pofalla Einfluss, um ein Gutachten der Bundesregierung zu den Ausstiegskosten zu verhindern. Eisenhart von Loeper erreichte mittels des Informationsfreiheitsgesetzes, unter anderem mit zwei Klagen vor dem Verwaltungsgericht Berlin, die Herausgabe von fünf entsprechenden Beratungsvermerken des Kanzleramts.

### Entwicklung ab 2013
Am 22. November 2013 nahmen die Projektpartner im Lenkungskreis die auf knapp sechs Milliarden Euro angehobene Kostenprognose zur Kenntnis und gaben Finanzmittel bis zu 4,5 Milliarden Euro frei; die Stadt Stuttgart und das Land Baden-Württemberg lehnen eine Beteiligung über den zugesagten Beitrag hinaus weiterhin ab. Laut Angaben der Deutschen Bahn an ihren Aufsichtsrat war im April 2014 468 Millionen Euro des rund zwei Milliarden Euro umfassenden Sicherheitspuffers verbraucht.
Bis April 2014 gab die Deutsche Bahn 787 Millionen Euro für Stuttgart 21 aus. Nicht enthalten sind darin vor dem 1. April 2009 angefallene Planungskosten.
Laut Bahnangaben von April 2015 seien Aufträge in Höhe von 48 Prozent des Gesamtwertumfangs, rund 2,8 Milliarden Euro, vergeben worden.

### Gutachten von Vieregg-Rössler (2015)
Im Dezember 2015 kam ein weiteres Gutachten von Vieregg-Rössler auf Kosten von 9,8 Milliarden Euro für Stuttgart 21. Die aktualisierten Zahlen berücksichtigten bereits gemachte Erfahrungen beim Baufortschritt. Diese erlaubten eine präzisere Prognose der Gesamtkosten. Mit einer Fertigstellung des Projekts rechnete Vieregg-Rössler aufgrund der aktualisierten Erkenntnisse frühestens im Jahre 2024. Der Aufsichtsrat der Bahn beschloss daraufhin in seiner nächsten Sitzung, seine eigenen Haftungsrisiken und die Kosten von Stuttgart 21 prüfen zu lassen. Ausschlaggebend für die Entscheidung war möglicherweise auch, dass der Bundesrechnungshof einen Prüfbericht zur Rolle der Staatssekretäre im Aufsichtsrat ankündigte. Der Bundesrechnungshof hatte zuvor öffentlich beklagt, dass die Bahn sich nicht kooperativ verhalte.

### Erhöhung des Kostenrahmens (Januar 2018)
Im Januar 2018 erhöhte der Aufsichtsrat den „Gesamtwertumfang“ auf 7,705 Mrd. Euro, der Finanzierungsrahmen wurde auf 8,2 Mrd. Euro erhöht. Dazwischen liegt ein Puffer von 495 Millionen Euro. Begründet wurde die Kostensteigerung u. a. durch Baupreissteigerungen, aufwendigere Verfahren beim Tunnelbau im Anhydrit und umfangreicheren Genehmigungsverfahren. Darüber hinaus wird mit einer Inbetriebnahme im Jahr 2025 gerechnet. Kostensteigerungen durch das aufwendigere Bauen im Anhydrit hatten Kritiker bereits zuvor befürchtet.

### Analyse zum Planverlust der DB (April 2018)
In einem internen Papier der Deutschen Bahn vom 18. April 2018 wird davon ausgegangen, dass insgesamt 4,034 Milliarden Euro Eigenmittel der DB für den Umbau des Bahnknotens verwendet werden müssen, rund viermal so viel wie geplant. Positive „Projekt-Effekte“ lägen hingegen bei 0,656 Milliarden Euro, „Immobilien-Effekte“ bei 1,15 Milliarden Euro. Somit wird von einem Planverlust von 2,228 Milliarden Euro für den Bahnkonzern ausgegangen. Nach Informationen der Stuttgarter Zeitung habe die DB-Spitze zugleich erstmals die Unwirtschaftlichkeit von Stuttgart 21 vor dem Verkehrsausschuss des Bundestages offen eingestanden.
Unterdessen wird Ende 2018 die Regelfinanzierung gemäß Finanzierungsvertrag auslaufen. Beitragszahlungen der öffentlichen Projektpartner werden damit enden, die Deutsche Bahn AG wird die weitere Finanzierung selbst übernehmen müssen. Laut MdB Matthias Gastel werden voraussichtlich die Gelder aus öffentlichen Kassen dann auch bereits ausgegeben sein.

### Erhöhung des Kostenrahmens (März 2022)
Nach Medienberichten von Dezember 2021 standen weitere Mehrkosten in Höhe von 500 Millionen Euro im Raum. Als Gründe wurden stark steigende Baukosten und technische Schwierigkeiten angegeben. Eine Sonderprüfung lief, erste Ergebnisse folgten Januar 2022.
Februar 2022 wurde aus Regierungskreisen bekannt, dass die DB die Gesamtkosten inzwischen auf 9,2 Mrd. Euro schätzte. Ein entsprechendes Gutachten der Beratungsfirma PricewaterhouseCoopers und der Ingenieur-Gruppe Emch+Berger wurde dem Prüfungsausschuss des DB-Aufsichtsrats vorgestellt.
Im März 2022 wurde der so genannte „Gesamtwertumfang“ auf 9,15 Milliarden Euro erhöht, zuzüglich einer „ergänzenden Vorsorge“ von 640 Millionen Euro. Sollte sich die Inbetriebnahme von Ende 2025 auf Ende 2026 verzögern, kämen noch 400 Millionen Euro dazu, dann stünde das Projekt bei 9,99 Milliarden Euro.
Aus Sicht von Klaus-Dieter Hommel, dessen Gewerkschaft EVG die Sondersitzung einforderte, waren in den aktuellen Kalkulationen die Lage in der Ukraine und die damit verbundenen steigenden Energie- und Baukosten nicht eingepreist. Weitere Kostensteigerungen waren deshalb aus seiner Sicht im weiteren Verlauf denkbar. Er hielt es nicht für ausgeschlossen, dass bei den Kosten noch die Zehn-Milliarden-Euro-Marke gerissen werde.
Die DB nannte als Grund für die Entwicklung erhebliche Preissteigerungen bei Baufirmen, Lieferanten und Rohstoffen. Zum anderen schlug der geologisch anspruchsvolle Untergrund im Stadtgebiet negativ zu Buche.
Im Oktober 2023 berichtete der Spiegel über einen weiteren Mehrkostenbetrag von 614 Millionen Euro gegenüber 2022. Dies ging aus einem vertraulichen Papier der Bahn hervor, danach sollten die Gesamtkosten insgesamt 9,76 Milliarden Euro betragen.

### Erhöhung des Kostenrahmens (Dezember 2023)
Im Dezember 2023 stieg die Kostenschätzung auf 11 Milliarden €, zusätzlich wurde ein Puffer von 500 Millionen eingeplant. In einem Schreiben an die Projektpartner Mitte Dezember war die Rede von einem Gesamtfinanzierungsrahmen von 11,453 Milliarden Euro.
Das Verwaltungsgericht Stuttgart wies im Mai 2024 die Klagen mehrerer Gesellschaften der DB gegen das Land Baden-Württemberg, die Stadt Stuttgart, den Verband Region Stuttgart und den Flughafen Stuttgart ab. Land, Stadt, Region und der Flughafen Stuttgart hatten auf Verjährung geklagt, die Deutsche Bahn forderte eine Übernahme von 65 % der Mehrkosten bis maximal 11,776 Milliarden Euro. Die Klagen seien teils unzulässig und teils zulässig, aber unbegründet. Das Land und der VRS begrüßten das Urteil. Die DB teilte mit, sie sei weiterhin der Auffassung, dass sich die Projektpartner an der Finanzierung der Mehrkosten im Vorhaben Stuttgart 21 beteiligen müssten. Das Verwaltungsgericht ließ eine Berufung nicht zu. Am 25. Oktober 2024 beantragte die DB beim Verwaltungsgerichtshof Baden-Württemberg, eine Berufung zuzulassen.
Im Juni 2024 wurde die Eröffnung der Tiefbahnhofs auf Ende 2026 verschoben. Der Bahninfrastrukturvorstand Berthold Huber teilte in diesem Zusammenhang mit, dass durch die Verzögerung des Projektes um ein weiteres Jahr eine Kostensteigerung von etwa 100 Millionen Euro entstehe. Diese solle den Finanzierungsrahmen von 11,453 Milliarden Euro jedoch „nicht sprengen“. Nach Informationen des Spiegels lagen die Kostenschätzungen von „mit dem Projekt Betrauten“ mittlerweile bei mindestens 12 Milliarden.

## Kritik

### Bundesrechnungshof (2008, 2011, 2013 und 2019)
Der Bundesrechnungshof rechnete in einem Bericht Ende 2008 mit Projektkosten von 5,3 Mrd. Euro, also Mehrkosten von 1,2 Milliarden Euro, basierend auf Maßstäben des Bundesverkehrsministeriums. Ein internes Gutachten dieses Ministeriums kam nach Auswertung von aktuellen Baupreisentwicklungen von Großprojekten zu Preissteigerungen von bis zu 60 % bei Vorhaben mit hohen Risikobereichen wie großem Tunnelanteil, hohem Kupfer- und Stahlanteil. Dementsprechend wurde die seinerzeit vorliegende Baukostenschätzung der DB AG von 3,08 Mrd. Euro mit 60 % beaufschlagt (=4,93 Mrd. Euro). Er kritisierte ferner, dass die Kosten für die Kleine Wendlinger Kurve sowie die Abstellanlagen (297 Millionen Euro) nicht in den Projekt-Gesamtkosten enthalten seien. Das Bundesverkehrsministerium wies das Gutachten als unbegründet zurück. Kostensteigerungen um 60 Prozent seien aufgrund der Planungstiefe nicht zu erwarten, die Wirtschaftlichkeit im 2007 vorgelegten Gutachten dagegen erwiesen worden.
Der Bundesrechnungshof bekräftigte im Juli 2011 seine Kritik. Auch die mittlerweile korrigierten Kostenangaben der Deutschen Bahn für Stuttgart und die Neubaustrecke Wendlingen–Ulm hielten den Untersuchungen des Bundesrechnungshofs nicht Stand. Die Prüfer gingen fest davon aus, dass die tatsächlichen Kosten des Projekts noch das Niveau der Schätzung erreichen würden.
Der Bundesrechnungshof kündigte Mitte 2013 eine so genannte Bestätigungsprüfung von Stuttgart 21 und der Neubaustrecke Wendlingen–Ulm an. Dabei gehe es um die Rolle des Bundesverkehrsministeriums und der von ihm in den Aufsichtsrat der Deutschen Bahn entsandten Vertreter. Dazu sollen Kosten- und Nutzenbewertungen geprüft werden, um zu sehen, ob Bundeszuschüsse ordnungsgemäß und wirtschaftlich verwendet worden seien. Der Bundesrechnungshof prüft seit Anfang 2013. Belastbare Ergebnisse sollen nach Angaben der Behörde frühestens Ende 2013 vorliegen (Stand: August 2013).
Im September 2019 warnte der Bundesrechnungshof, dass der Finanzierungsrahmen von 8,2 Milliarden € erschöpft sei. Mehrere noch vorhandene Risiken in verschiedenen Bauabschnitten könnten nicht mehr abgedeckt werden. Der Bundesrechnungshof mahnte in seinem Bericht vom 13. September eine strengere Kontrolle durch den Bund an. Außerdem müsse gegebenenfalls der Projektumfang von Stuttgart 21 reduziert werden, um den Kostenrahmen zu halten. Ein weiterer Kostenanstieg sei für die Deutsche Bahn AG „wirtschaftlich nicht tragbar“.

### BUND und die Grünen (2008)
Eine im Auftrag von BUND und Bündnis 90/Die Grünen erstellte Studie prognostizierte Mitte 2008 Gesamtkosten in Höhe von 6,9–8,7 Milliarden Euro, abhängig vom Ansatz der Baukostensteigerungen. Zur Ermittlung der Zahlen wurde auf empirische Daten anderer Eisenbahnprojekte in pauschalisierter Form zurückgegriffen und um „pauschale Zuschläge“ von 33,4 % ergänzt. Die offiziellen Kostenprognosen beinhalteten demnach ähnliche Fehler wie im Fall des Transrapids München, insbesondere Nichtberücksichtigung veränderter Tunnellängen und gestiegener Material- und Energiekosten.
Die Deutsche Bahn AG als Vorhabenträgerin widersprach den Darstellungen. So seien abzusehende Baukostensteigerungen bereits im Kostenansatz berücksichtigt. Das Projekt sei darüber hinaus eines der am besten und umfassendsten geplanten Projekte des Unternehmens. Nur mit dem geplanten, im Gegensatz zu Alternativvarianten weitgehend planfestgestellten, Projekt ließen sich die prognostizierten Verkehre bewältigen. Die Baukosten seien durch Vieregg-Rössler „grob geschätzt“ worden und „blanke Annahmen“.
Gegner bemängeln die zunehmende Verteuerung des Projekts. Ferner wird bemängelt, dass das Projekt zu Lasten regionaler Projekte gehe, wie beispielsweise der Strecke Züttlingen–Möckmühl, der Gäubahn, der Stadtbahn Heilbronn oder der Neubaustrecke Rhein/Main–Rhein/Neckar oder dem Ausbau der Rheintalstrecke.
Durch das Projekt fehlten ferner Mittel für den Regionalverkehr. Der Verkehrsclub Deutschland kritisierte, dass das Projekt Stuttgart 21 den Druck erhöhe, Einsparungen im Regionalverkehr vor allen Dingen im ländlichen Raum vorzunehmen, da auf Stuttgart zulaufende Linien aufgrund von deren Bedeutung für die Wirtschaftlichkeit des Großprojekts nicht gekürzt werden könnten.

### Rechtsgutachten von Bündnis 90/Die Grünen (2010)
Ein im November 2010 von Jurist Hans Meyer im Auftrag der Fraktion Bündnis 90/Die Grünen im Landtag von Baden-Württemberg vorgelegtes Rechtsgutachten hält die Finanzierung des Projekts Stuttgart 21 für verfassungswidrig. Sowohl die Finanzierung der Neubaustrecke Wendlingen–Ulm als auch des Projekts Stuttgart 21 verstießen gegen den Grundsatz der Finanzverfassung, Art. 104a.
Ende August 2011 kündigte die Landesregierung von Baden-Württemberg an, die am 31. August 2011 fällige Jahresrate des Landesanteils in Höhe von 50 Millionen Euro nicht zu überweisen. Es solle geprüft werden, ob überhaupt eine Zahlungsverpflichtung bestehe. Bis August 2011 hatte das Land nach eigenen Angaben 80 Millionen Euro für das Projekt verausgabt. Die Rate wurde letztlich „unter Vorbehalt“ gezahlt. Bis März 2015 überwies das Land 272 Millionen Euro an die Deutsche Bahn.

## Vergaben
Bis April 2014 gab die Deutsche Bahn 787 Millionen Euro für Stuttgart 21 aus. Nicht enthalten sind darin vor dem 1. April 2009 angefallene Planungskosten. Bis zum vierten Quartal 2018 waren für Planungs- und Bauleistungen 3,3 Milliarden Euro verausgabt und 4,2 Milliarden Euro vertraglich gebunden.

## Ausstiegskosten
Bis 31. Dezember 2009 war bei einer absehbaren Überschreitung der in der Finanzierungsvereinbarung vorgesehenen Risikosumme vorgesehen, Verhandlungen aufzunehmen. Hätten diese nicht zum Erfolg geführt, sollte das Projekt abgebrochen und die bis dahin angefallenen Kosten zwischen den beteiligten Eisenbahn-Infrastrukturunternehmen und dem Land Baden-Württemberg im Verhältnis 60:40 aufgeteilt werden. Nach DB-Angaben seien zwischen dem Memorandum of Understanding (Juni 2007) und Dezember 2009 Projektkosten von 73 Mio. Euro entstanden; bei einem Projektabbruch Ende 2009 hätte das Land damit 29 Millionen Euro tragen müssen.
Die Gesamtkosten bei einem Projektabbruch hätten laut Angaben der DB von Mitte Dezember 2009 bei rund zwei Milliarden Euro gelegen. 702 Mio. Euro wären auf den Rückkauf von Grundstücken entfallen, 117 Mio. Euro auf zurückzuzahlende Zuschüsse an Flughafen und EU sowie rund 50 Mio. Euro für die Rückabwicklung von Ingenieurverträgen. An Planungskosten hätten rund 210 Mio. Euro abgeschrieben werden müssen. Darüber hinaus hätte ein Investitionsstau in Höhe von 1,35 Mrd. Euro, der im Hinblick auf das Umbauprojekt an den Bestandsanlagen ergeben hat, abgebaut werden müssen. Dieser Investitionsrückstau hätte sich aus einer langfristigen Betrachtung bis 2054 ergeben. Bis 2020 wären demnach Kosten in Höhe von 340 Mio. Euro angefallen.
Im Zuge der Schlichtungsgespräche im Herbst 2010 wurden diese Ausstiegskosten von drei Wirtschaftsprüfungsgesellschaften beurteilt. Der Schlichter fasste die Ergebnisse wie folgt zusammen: Eine der (Wirtschaftsprüfungs)-Gesellschaften komme zu der Auffassung, dass ein Ausstieg rund 1 Milliarde Euro kosten würde, die beiden anderen gehen sogar von 1,5 Milliarden Euro aus.
Die Rückabwicklung der Grundstücksverkäufe wurde von den beteiligten Wirtschaftsprüfungsgesellschaften unterschiedlich beurteilt. PricewaterhouseCoopers nahm eine rein betriebswirtschaftliche Betrachtung vor. Die Firma „Susat & Partner“ geht davon aus, dass die von der Deutschen Bahn AG angesetzten Kosten für die Rückabwicklung der Grundstücksverkäufe gleichzusetzen seien mit der Wertminderung aus der fehlenden Verlagerung des Schienenverkehrs.
Die „Märkische Revision“ legte eine strukturelle Zuordnung zu Grunde, wonach zwischen der gesamtwirtschaftlichen Betrachtung und der betriebswirtschaftlichen Betrachtung zu unterscheiden sei. Sie sähe die Rückabwicklung der Grundstückskosten in Höhe von 750 Mio. Euro nicht als Ausstiegskosten an, sondern lediglich als Kosten unter betriebswirtschaftlicher Sicht. Die reinen Projektausstiegskosten würden sich auf rd. 450 Mio. Euro belaufen, weitere Projektausstiegskosten" in Höhe von rd. 200 Mio. Euro fielen an, falls auch die Neubaustrecke Wendlingen – Ulm nicht gebaut würde.
Nach Angaben der Deutschen Bahn von Oktober 2010 koste ein Monat Bauunterbrechung etwa zehn Millionen Euro. Laut einem Medienbericht fielen für den siebenwöchigen Bau- und Vergabestopps zwischen der Landtagswahl und der Konstituierung der neuen Landesregierung Kosten in Höhe von etwa 30 Millionen Euro an. Laut Angaben von Rüdiger Grube im Mai 2011 koste jeder Monat Bauverzögerung 10 bis 15 Millionen Euro. Mit jedem weiteren Monat würden diese Kosten sprunghaft ansteigen. Ein halbes Jahr Verschiebung koste daher etwa 150 bis 200 Millionen Euro, ein Jahr 300 bis 400 Millionen. Wer das Projekt bis zu einer Volksbefragung im Oktober aufhalte, müsse mit Forderungen der DB von mehr als 100 Millionen Euro rechnen. Die Finanzierung der verzögerungsbedingten Mehrkosten aus dem Projektbudget von 4,5 Milliarden Euro sei aus Sicht der Deutschen Bahn nicht zu akzeptieren. Nach Konstituierung der neuen Landesregierung sollen daher umgehend Gespräche über die Finanzierung der Mehrkosten aufgenommen werden.
Bei einem Projektabbruch sei laut DB bei den in der Verkehrsprognose 2015 erwarteten Verkehrsmengen mit einem steigenden Verspätungsniveau im Knoten Stuttgart zu rechnen. Ferner würden Fahrzeiteinsparungen nicht realisiert werden können. Bei den Eisenbahnverkehrsunternehmen würden Zusatzerlöse durch Mehrverkehre entfallen.
Anfang Juni 2011 bezifferte DB-Vorstand Kefer die Kosten eines bis Mitte Juli verlängerten Baustopps mit 50 bis 60 Millionen Euro, da sich das Projekt dadurch um ein Jahr nach hinten verschiebe. Ein sechsmonatiger Baustopp, bis zum Abschluss des Volksentscheides, hätte laut Kefer 410 Millionen Euro gekostet, da viele Arbeiten hätten neu ausgeschrieben werden müssen und die Planung der Baumaßnahmen im Netz hinfällig werden würde.
Die Deutsche Bahn bezifferte Anfang 2013 die Ausstiegskosten mit 2,001 Milliarden Euro. Davon entfielen 795 Mio. Euro auf die Rückabwicklung von Grundstücksgeschäfte, 545 Mio. Euro Schadenersatz für Baufirmen und Planer, 411 Millionen Euro zur Rückzahlung bereits erhaltener Investitionszuschüsse für Planung und Bau, 130 Millionen Euro für die Wiederherstellung des alten Hauptbahnhofs (ohne Bonatz-Bau), 112 Millionen Rückzahlung für den Zuschuss des Flughafens (mit Zinsen). Eine andere Quelle beziffert die Höhe der Schadenersatzzahlungen aus Verträgen mit 486 Millionen Euro kalkuliert, entsprechend 30 Prozent des Auftragsvolumens. Die Staatssekretäre im Aufsichtsrat der DB hielten die Summe der genannten Ausstiegskosten für überhöht. Nach Angaben der Stadt Stuttgart von 2011 beschränkt sich der Rückzahlungsaufwand auf 682 Millionen Euro, da die Kosten der bereits bebauten Areale am Nordbahnhof in Abzug zu bringen seien.
Laut Aufsichtsratsunterlagen von Anfang 2013 sei der Weiterbau um 77 Millionen Euro günstiger als die Fortführung. Die Eigenkapitalverzinsung von Stuttgart 21 liegt demnach bei −0,3 Prozent. Die Ausstiegskosten seien von PricewaterhouseCoopers überprüft und durch den Aufsichtsrat durch ein Gutachten von KPMG abgesichert worden.
Nach einer im Februar 2016 vorgelegten Kalkulation des Büros Vieregg-Rössler ist ein Ausstieg aus dem Projekt sechs Milliarden Euro billiger als der Weiterbau. Neben unmittelbaren Ausstiegskosten von 1,5 Milliarden Euro, darunter bereits verausgabten Planungskosten von 309 Millionen Euro sowie bereits bezahlte Arbeiten von 730 Millionen Euro, fielen 369 Millionen Euro für die Rückabwicklung des Grundstücksgeschäfts sowie 400 Millionen Euro für die Ertüchtigung der Bestandsanlagen an. Weitere zwei Milliarden Euro seien für einen Neu- und Ausbau zwischen Kopfbahnhof und Ostfildern notwendig. Für die zur Zeit des Gutachtens bereits geschaffene Baugrube des neuen Hauptbahnhofs wird eine Weiterverwendung zum Bau einer Straße, eines Omnibusbahnhofs sowie eines Parkdecks vorgeschlagen.